# Deudorix ula
Deudorix ula är en fjärilsart som beskrevs av Karsch 1895. Deudorix ula ingår i släktet Deudorix och familjen juvelvingar. Inga underarter finns listade i Catalogue of Life.